# Matylda Krzykowski
Matylda Krzykowski (* 1982 in Świebodzice, Polen) ist eine deutsch-polnische Designerin und Kuratorin.

## Leben und Wirken
Matylda Krzykowski absolvierte ein Bachelor-Studium im Fach Produktdesign an der Academie Beeldende Kunsten Maastricht und war 2014/2015 Artist-in-Residence an der Jan van Eyck Academie in Maastricht. Als Gastprofessorin war sie an der Muthesius Kunsthochschule Kiel in der Abteilung Industriedesign / Interfacedesign sowie am School of the Art Institute of Chicago im Fachbereich AIADO (Architecture, Interior Architecture, and Designed Objects) tätig. Seit 2018 doziert sie an der Hochschule der Künste Bern. Neben ihrer Lehrtätigkeit hält sie Vorträge für die Fachbereiche Design und Architektur und ist außerdem Jurymitglied.

## Arbeit
Krzykowskis Arbeit beinhaltet zahlreiche Ausstellungen in Form von Kuration und Szenografie. Sie realisiert internationale Ausstellungen im Rahmen von Biennalen, Galerien und Museen. Krzykowski richtet ihren thematischen Fokus u. a. auf digitalen und physischen Raum und die Rolle weiblicher Schaffender im Designbetrieb. Hier gilt ihre Arbeit der Sichtbarmachung der strukturellen Probleme, denen Designerinnen bei ihrer Arbeit begegnen.  Bereits während ihres Studiums initiierte sie im Jahr 2007 den unabhängigen Blog Matandme.com. Hier porträtierte sie die Arbeit, die Ideen und das Leben von zeitgenössischen Praktizierenden in ihren jeweiligen Ateliers und während Ausstellungen.
Von 2011 bis 2017 war sie Mitbegründerin und künstlerische Leiterin des international tätigen „Depot Basel“, einer Organisation für zeitgenössisches Design in Basel. Ziel des Depot Basel ist die Verhandlung zeitgenössischen Designs jenseits der existierenden kommerziellen Strukturen als Ort für kontemporäre Gestaltung. Die Initiative gewann Preise, u. a. den Kulturpreis Basel 2012 und den Swiss Design Award 2013. Nach der Schließung der Räumlichkeiten am Voltaplatz entwickelte die Gruppe eine Online-Präsenz, das „Online Depot“, das 2017 den Swiss Design Award gewann.
Von 2016 bis 2018 gestaltete sie für die New Yorker Chamber Gallery eine Kollektion, die in vier Ausstellungen manifestiert wurde. Die vierte Ausstellung zeigte ausschließlich weiblichen Designerinnen mit extra produzierten Objekten. Unter dem Label „Foreign Legion“ realisierte sie 2019 gemeinsam mit Vera Sacchetti das Symposium "A Woman's Work" und die Ausstellung „Add to the Cake“ im Kunstgewerbemuseum Dresden im Schloss Pillnitz.
Zusammen mit Annika Frye initiierte sie 2018 das Projekt Muthesius Parallax zusammen mit Studierenden der Muthesius Kunsthochschule.  Mit Jonathan Salomon kuratierte sie die Design Show 2019 „Always Sure, Never Certain“  am School of the Art Institute in Chicago.

## Ausstellungen (Auswahl)
- 2018: Muthesius Parallax, Istanbul Design Biennale ‚A School of Schools‘, Istanbul
- 2018: Muthesius Parallax, mit diskursiver Unterstützung von Annika Frye, Jahresausstellung Einblick/Ausblick Muthesius Hochschule, Kiel
- 2018: Féminin, Valentina Cameranesi, Designparade Toulon, Toulon
- 2019: The Design Show 2019, Mode, Architektur, Innenarchitektur und Designobjekte, ko-kuratiert mit Jonathan Solomon,  School of the Art Institute, Chicago
- 2020: Total Space, Co-kuration und Szenografie, Museum für Gestaltung Zürich